# مواد پیشرفته
مواد پیشرفته (به انگلیسی: Advanced Materials) به دسته‌ای از مواد گفته می‌شود که دارای ویژگی‌های بسیار برتر از مواد معمولی هستند. از این خواص می‌توان به چقرمگی، سختی، دوام و الاستیسیته بالا اشاره کرد. این گروه دارای ویژگی‌های خاص مانند قابلیت حفظ کردن شکل (آلیاژهای حافظه‌دار) هستند که در حقیقت با درک تغییرات محیط، عکس‌العمل نشان می‌دهند. استفاده از این گونه مواد در ساخت ایمپلنت و تراشه‌های کامپیوتری بسیار توسعه یافته است. به‌طور کلی مواد پیشرفته در گروه‌های متفاوتی از قبیل سرامیک‌های مدرن، آلیاژهای فلزی، نیمه هادی‌ها، بیو مواد (سرامیکی و فلزی)، مواد متخلخل (فیلترهای سرامیکی) و… طبقه‌بندی می‌شود. در این مقاله به بررسی یک شاخه از مواد پیشرفته تحت عنوان سرامیک‌های پیشرفته در حوزه‌های مختلف مانند آزمون‌های غیر مخرب، بایو سرامیک‌ها، استانداردها و دستورالعمل‌های طراحی و… پرداخته می‌شود.

## ارزیابی غیر مخرب سرامیک‌های سازه‌ای[۲]

### مقدمه
سرامیک‌های سازه‌ایی(Structural Ceramics) را می‌توان به دو دسته کلی تقسیم کرد:
- مواد یکپارچه(Monolithic Materials) گسترش یافته برای کاربرد سیستم‌های تولید برق (مانند: توربین‌های گازی، موتورهای دیزل و کاربرد زیست‌پزشکی)
- کامپوزیت‌های زمینه سرامیک(CMC) که برای سیستم‌های تولید برق (توربین‌های گازی) و کابردهای صنعتی مانند فیلترهای گاز دما بالا در کارخانجات پیشرفته کک کاربرد دارد.

برای همین، نیاز به بررسی عیوب ایجاد شده در حین تولید این مواد به‌منظور اطمینان از کارایی نیازمند هست که آزمون‌های غیر مخرب(NDT) می‌توانند در حین کار دستگاه یا حین سرویس بکار برده شوند. برای این منظور فرایند تولید، میزان تافنس شکست و میزان اندازه بحرانی عیوب سرامیک‌های پیشرفته مورد ارزیابی قرار می‌گیرد که در جدول زیر به مراحل مورد نیاز برای ساخت یک سرامیک یکپارچه اشاره شده است. برای نمونه، اندازه عیوب بحرانی برای سرامیک‌های یکپارچه، ۱۰ تا ۱۰۰ میکرومتر، کار را برای آزمون غیرمخرب بسیار سخت کرده است. این درحالی است که کامپوزیت‌های زمینه سرامیکی حالت شکست و اندازه عیوب بحرانی مختلفی را نسبت به سرامیک‌های یکپارچه دارا می‌باشند.

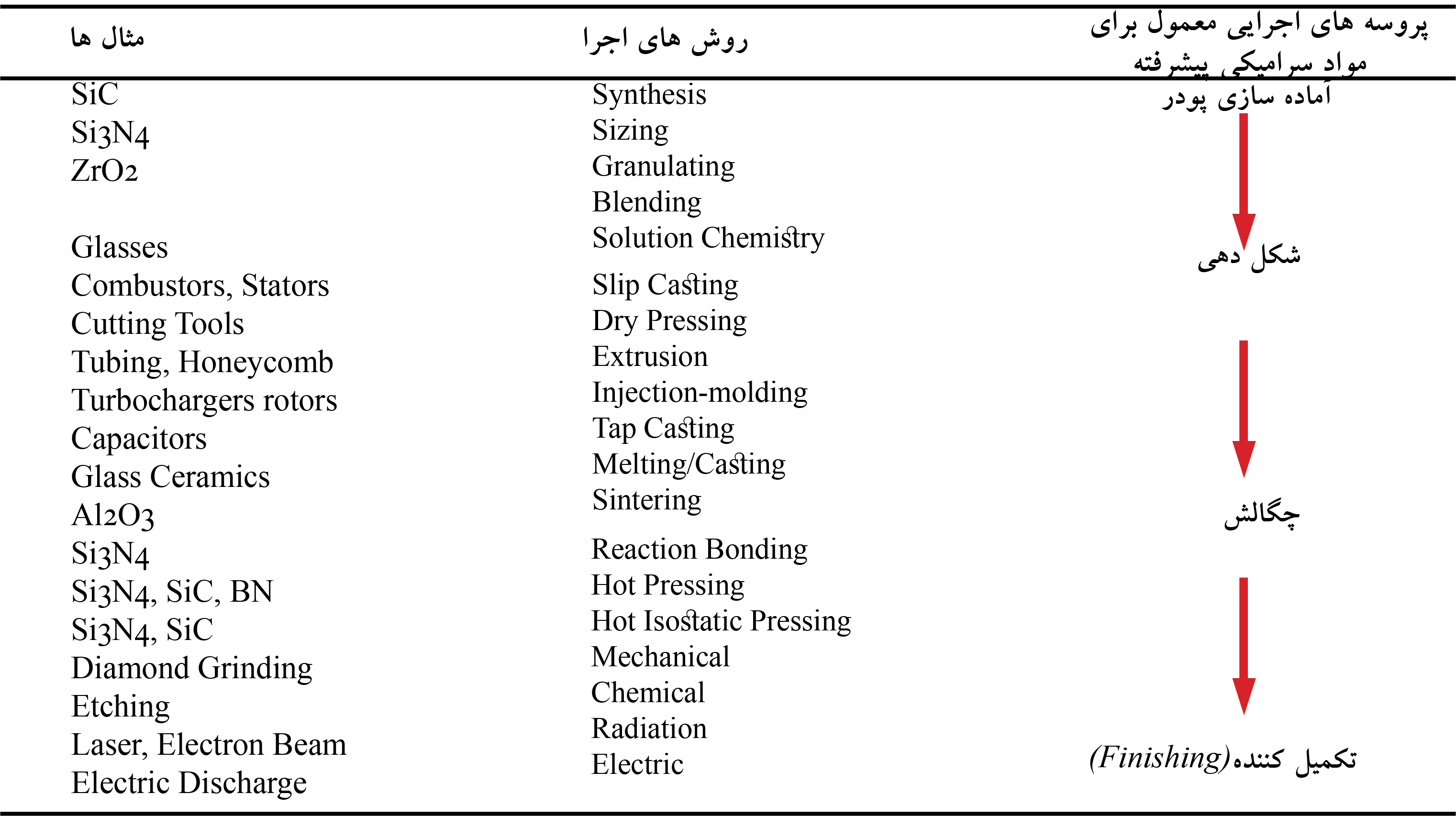
مراحل مورد نیاز برای ساخت یک سرامیک یکپارچه

همچنین، دیاگرام زیر نشان دهنده منظرهای مختلف برای کار برد آزمون غیرمخرب برای سرامیک‌های سازه‌ایی از سال ۱۹۷۰ تا ۲۰۰۰ است:

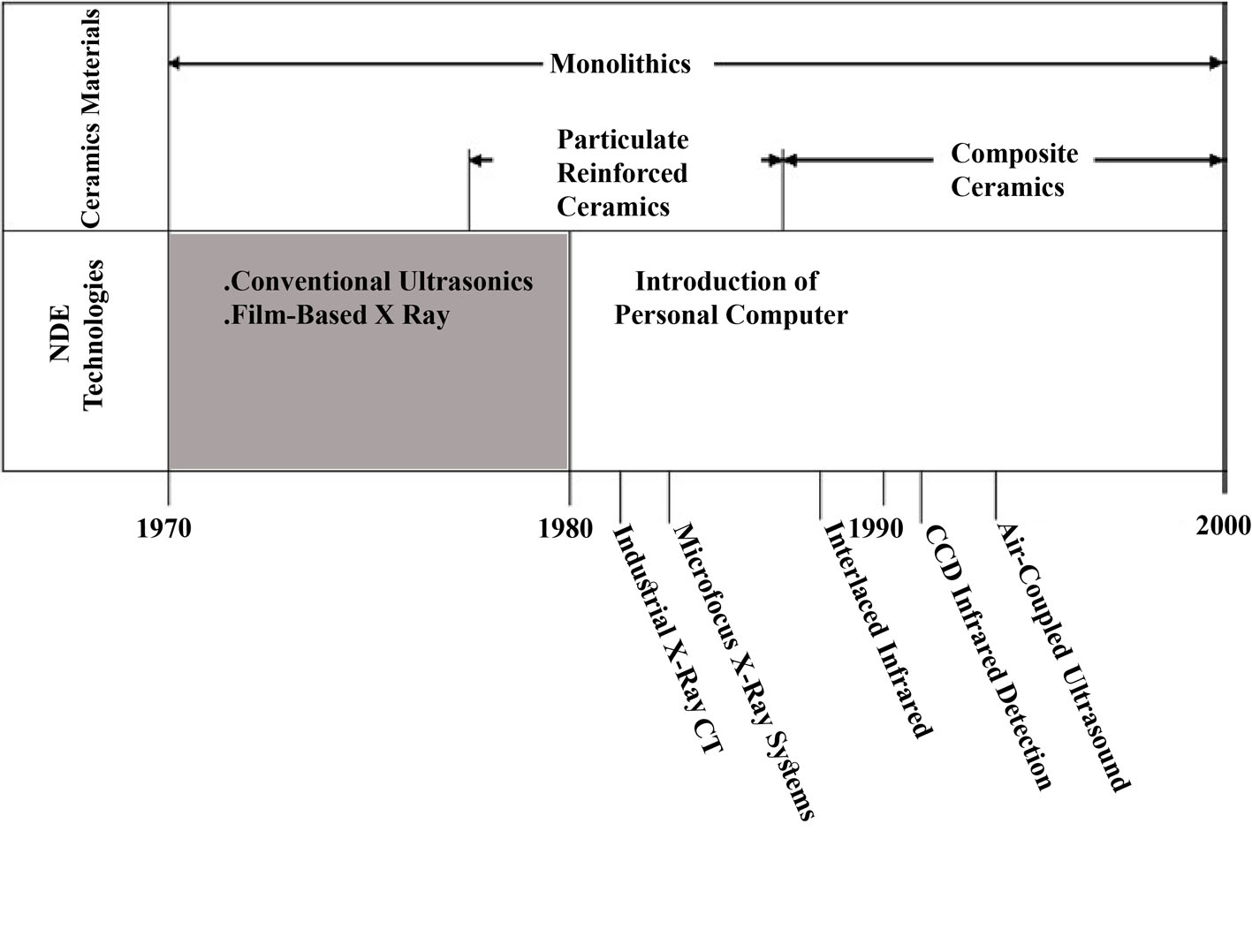
منظرهای مختلف برای کار برد آزمون غیرمخرب برای سرامیک‌های سازه‌ایی

عیوب می‌توانند در مراحل گوناگون فرایند ساخت قطعه سرامیکی ایجاد شوند که کاربرد آزمون غیرمخرب در هر مرحله متفاوت هست. برای این منظور، کل این بخش به دو دسته آزمون غیرمخرب سرامیک‌های یکپارچه و کامپوزیت‌های زمینه سرامیکی تقسیم شده است.

### شناسایی عیوب سرامیک‌های یکپارچه

#### اطلاعات مرحله خام

##### پودرها
حضور ناخالصی‌های پرچگال Fe و WC در پودر اولیه برای محصول نهایی سرامیکی بسیار مخرب گزارش شده است. روش‌های گوناگون آزمون غیرمخرب می‌تواند برای شناسایی این عیوب بکار برود اما تکنیک تصویربرداری میکروتمرکز پرتو ایکس(Microfocus X-ray Imaging) برای شناسایی این عیوب پرچگال مناسب است.

##### ریخته‌گری تزریقی/دوغابی
این روش جزء روش‌های تولید انبوه به حساب می‌آیند که انواع عیوب و دلیل ایجاد آن‌ها در جدول زیر گزارش شده است:
| نوع عیب                   | دلیل ایجاد                                                                              |
| ------------------------- | --------------------------------------------------------------------------------------- |
| نقص بدنه(Incomplete Part) | تغذیه نامناسب مواد طراحی ضعیف ابزار مواد نامناسب و/یا دمای نامناسب ابزار                |
| حفرات بزرگ(Large Pores)   | هوای محبوس شده جریان نامناسب مواد و انجماد موضعی در حین تزریق آگلومره شدن هم زدن ناکافی |
| خط ذوب(Knit Lines)        | طراحی نامناسب ابزار یا مواد تزریقی دمای نامناسب                                         |
| ترک ها(Cracks)            | چسبندگی در حین جداسازی از ابزار طراحی نامناسب ابزار خروج نامناسب اتصال دهنده‌ها          |

دو روش آزمون غیرمخرب تصویر برداری ترموگرافی محاسباتی پرتو ایکس(X-ray Computed Tomographic Imaging(XCT)) و رزونانس مغناطیسی اتمی(Nuclear Magnetic Resonance(NMR)) برای شناسایی این عیوب گزارش شده است.

##### تخلخل
روش پوروزیمتری جیوه(Mercury Porosimetry) برای شناسایی میزان تخلخل استفاده می‌شود که دو محدودیت دارد:
1. تنها نمونه‌های کوچک (کمتر از ۱ سانتی‌متر مکعب) می‌توانند مورد استفاده قرار گیرند
2. اطلاعات توزیع فضایی Spatial Distribution را در اختیار قرار نمی‌دهد. از این رو، روش تصویربرداری NMR می‌تواند به راحتی اطلاعات سه بعدی از نمونه را در اختیار بازرس قرار دهد.

#### عیوب داخلی
بهترین روش آزمون غیرمخرب پیشرفته برای شناسایی عیوب داخلی مانند حفرات، ناخالصی‌ها یا غلظت چگالی غیر یکنواخت روش تصویر برداری ترموگرافی محاسباتی پرتو ایکس(X-ray Computed Tomographic Imaging(XCT)) گزارش شده است. شکل زیر دیاگرام یک نوع خاص از دستگاه XTC که برای شناسایی سرامیک‌های سازه ایی مورد استفاده قرار می‌گیرد را نشان می‌دهد:

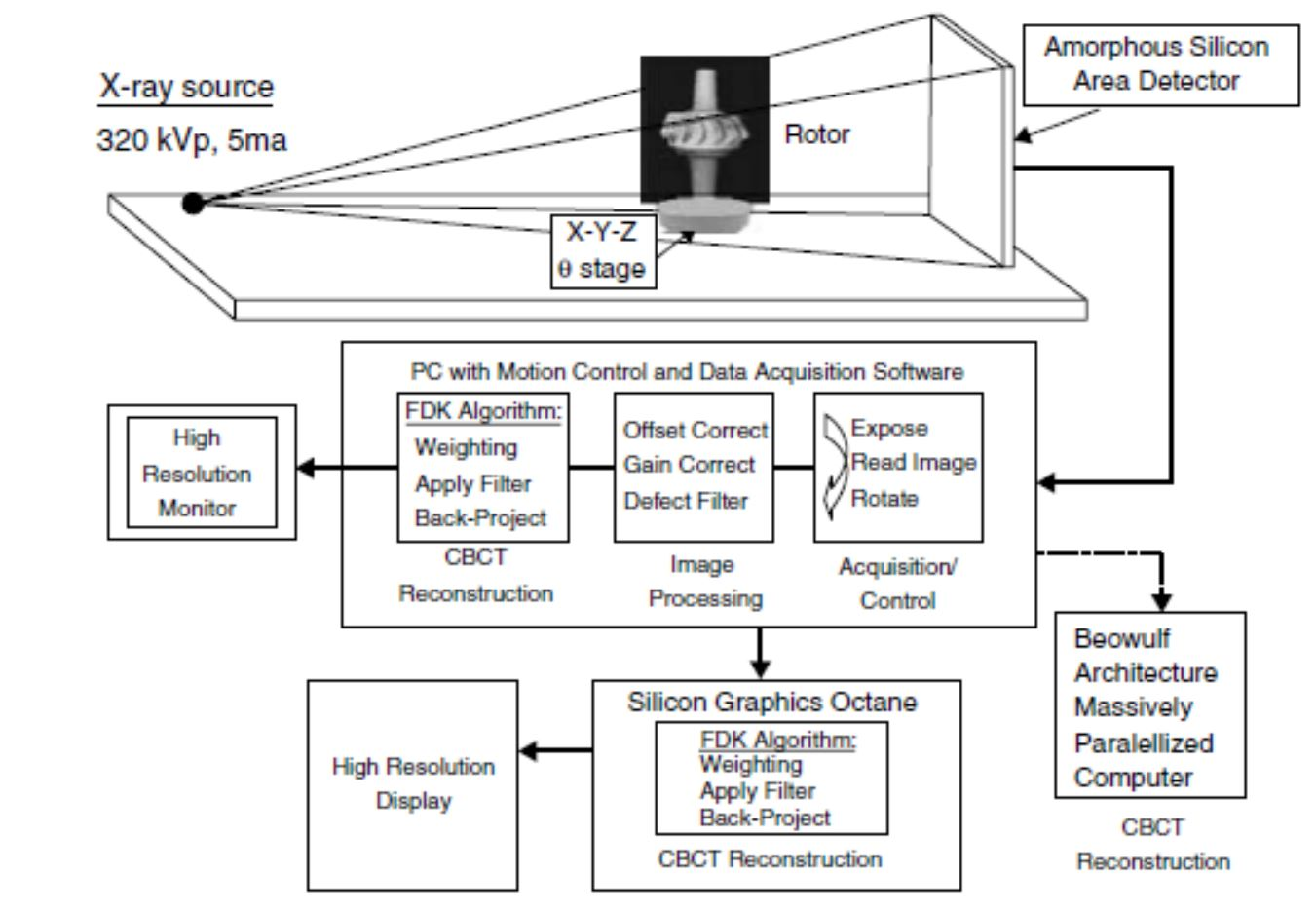
روش تصویر برداری ترموگرافی محاسباتی پرتو ایکس

#### ترک‌های شکست سطح و آسیب‌های ماشین کاری
در کل دو نوع آسیب سطحی وجود دارد:
1. ترک‌های شکست سطح
2. آسیب‌های زیرسطحی مانند آسیب ماشین-کاری

##### ترک‌های شکست سطح(Surface-Breaking Cracksبایگانی‌شدهدر ۲۷ سپتامبر ۲۰۱۸ توسطWayback Machine)
روش‌های شناسایی غیر مخرب این گونه عیوب عبارت است از:
1. رنگ فلوئورسانت نفوذ کننده
2. پراش نوری الاستیک بر مبنای تنظیمات بازتابنده(Elastic Optical Scatter based on a modified reflectometry setup)

گفتنی است که برای ترک‌های شکست سطح، نفوذکننده‌های سنتی مرئی آن چنان مورد قبول نیستند زیرا کشش سطحی سرامیک‌های سازه‌ایی پیشرفته اجازه نفوذ ماده به ترک‌های بسیار ریز را نمی‌دهد.

##### آسیب‌های ناشی از فرایند ماشین‌کاری(Damage from Machining)
ماشین‌کاری مواد سرامیکی که کاربردهای حساسی دارند همواره جزء جدانشدنی فرایند تولید است که بیشترین ماشین‌کاری در مرحله زینتر انجام می‌شود. در این مرحله، یک چرخ خردکننده در تماس با قطعه کار است که سنگ ریزه‌های موجود در چرخ خردکننده می‌توانند سطوح مختلف آسیب را در قطعه ایجاد کند. شکل زیر به صورت شماتیک این اتفاق را نشان می‌دهد. عیوبی که در قطعه ایجاد می‌شود شامل:
1. ترک شعاعی که عمود بر مسیر حرکت ابزار است(Radial Crack)
2. ترک جانبی که در زیر سطح و موازی آن ایجاد می‌شود(Lateral Crack)
3. ترک میانی که در عمق ماده و در راستای مسیر حرکت ابزار است(Median Crack)

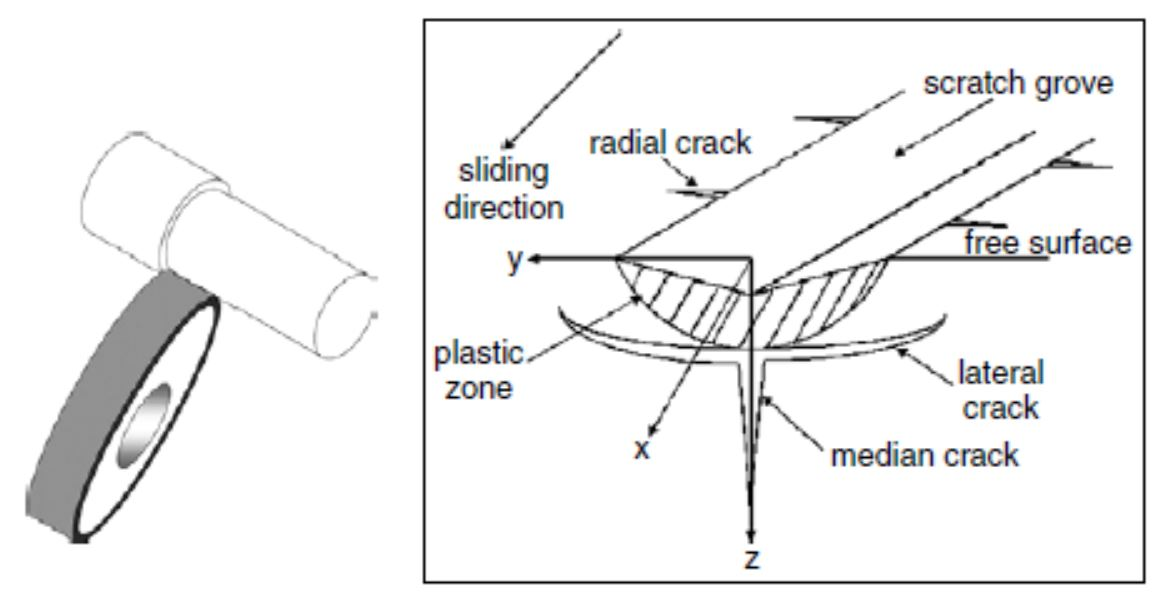
آسیب‌های ناشی از فرایند ماشین‌کاری

برای شناسایی عیوب یادشده، آزمون غیر مخرب پراش لیزر پولاریزه شده(Polarized Laser Scatter Method) مورد استفاده قرار می‌گیرد. شکل زیر نشان دهنده عیوب شناسایی شده توسط آزمون غیر مخرب ذکر شده است:

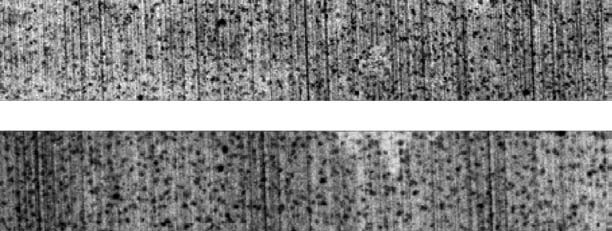
عیوب شناسایی شده توسط آزمون غیر مخرب پراش لیزر پولاریزه شده

== == خزش
خزش یک نگرانی در حوزه سرامیک‌های یکپارچه، وقتی در دمای بالا کار می‌کنند است. شناسایی خزش توسط آزمون غیرمخرب یکی از زمینه‌های مورد علاقه است. آزمون‌های مورد استفاده در این زمینه شامل نور برگشتی لیزر(Backscatter Laser Light)یا همان پراش نوری الاستیک و روش آلتراسونیک(Ultrasonic Method) است که به آن‌ها پرداخته می‌شود.

### پراش نوری الاستیک
استفاده از نور برگشتی لیزر برای تشخیص خزش در حال توسعه است. این روش شبیه تکنولوژی آلتراسونیک کلاسیک، تنها به‌جای برخورد امواج صوتی بر سطح نمونه، نور لیزر برخوردی به نمونه عمق ماده را پویش می‌کند. همانند حالت C-اسکن در آزمون آلتراسونیک، داده‌ها به شکل تصاویر سیاه/سفید از قسمت نمونه مورد بررسی حاصل می‌شوند.

### روش آلتراسونیک
شناسایی آسیب‌های خزشی در روش آلتراسونیک با استفاده از اندازه‌گیری دقیق سرعت آلتراسونیک مورد مطالعه قرار می‌گیرد زیرا خزش خواص الاستیک ماده را و سرعت صوتی را تغییر می‌دهد. شکل زیر نتیجه بررسی نمونه خزش یافته Si3N4 با امواج طولی آلتراسونیک را نشان می‌دهد که در دمای ۱۳۰۰ درجه سانتی گراد به مدت ۲۰۰ ساعت تحت تنش‌های مختلف خزشی قرار داشته است.

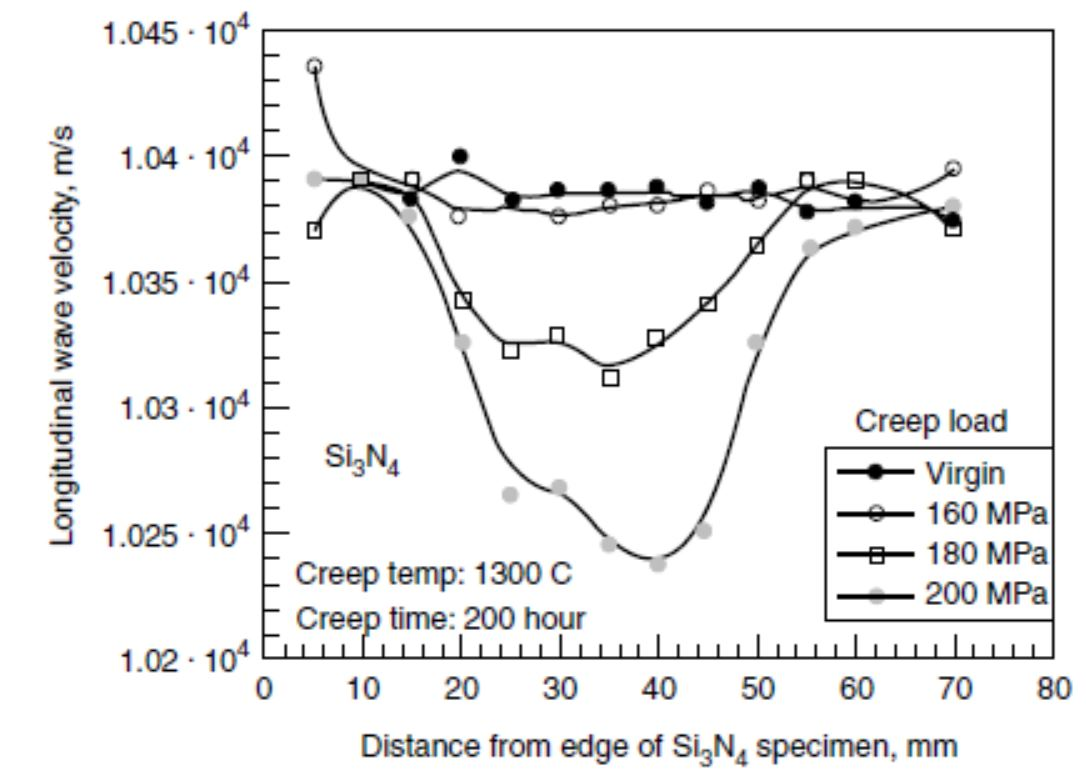
شناسایی آسیب‌های خزشی در روش آلتراسونیک با استفاده از اندازه‌گیری دقیق سرعت آلتراسونیک

## بیوسرامیک‌ها
علاقه‌مندی به استفاده از سرامیک‌ها برای کاربردهای بیولوژیکی به دلیل سختی بالا، مقاومت به خزش، روانکاری خوب و اصطکاک پایین است. چهار ماده سرامیکی که هم‌اکنون مورد استفاده قرار می‌گیرید شامل آلومینا، زیرکونیا، تتراکلسیم بتا و کلسیم هیدروکسی آپاتیت است. از این رو شناسایی عیوب این مواد از طریق غیر مخرب بسیار مهم است که روش‌های بحث شده کاربردی در این زمینه‌اند.

### شناسایی عیوب کامپوزیت‌های زمینه سرامیکی
این نوع سرامیک‌ها سختی کار شناسایی عیوب را به دلیل ساختار پیچیده خود برای آزمون غیر مخرب به وجود می‌آورند. گفتنی است که تفاوت بارز میکروساختاری کامپوزیت‌های زمینه سرامیکی با سرامیک‌های یکپارچه را می‌توان با دیدن ساختارهای فیبری موجود در کامپوزیت توجیه کرد که شکل زیر به چند نمونه از آن پرداخته است.

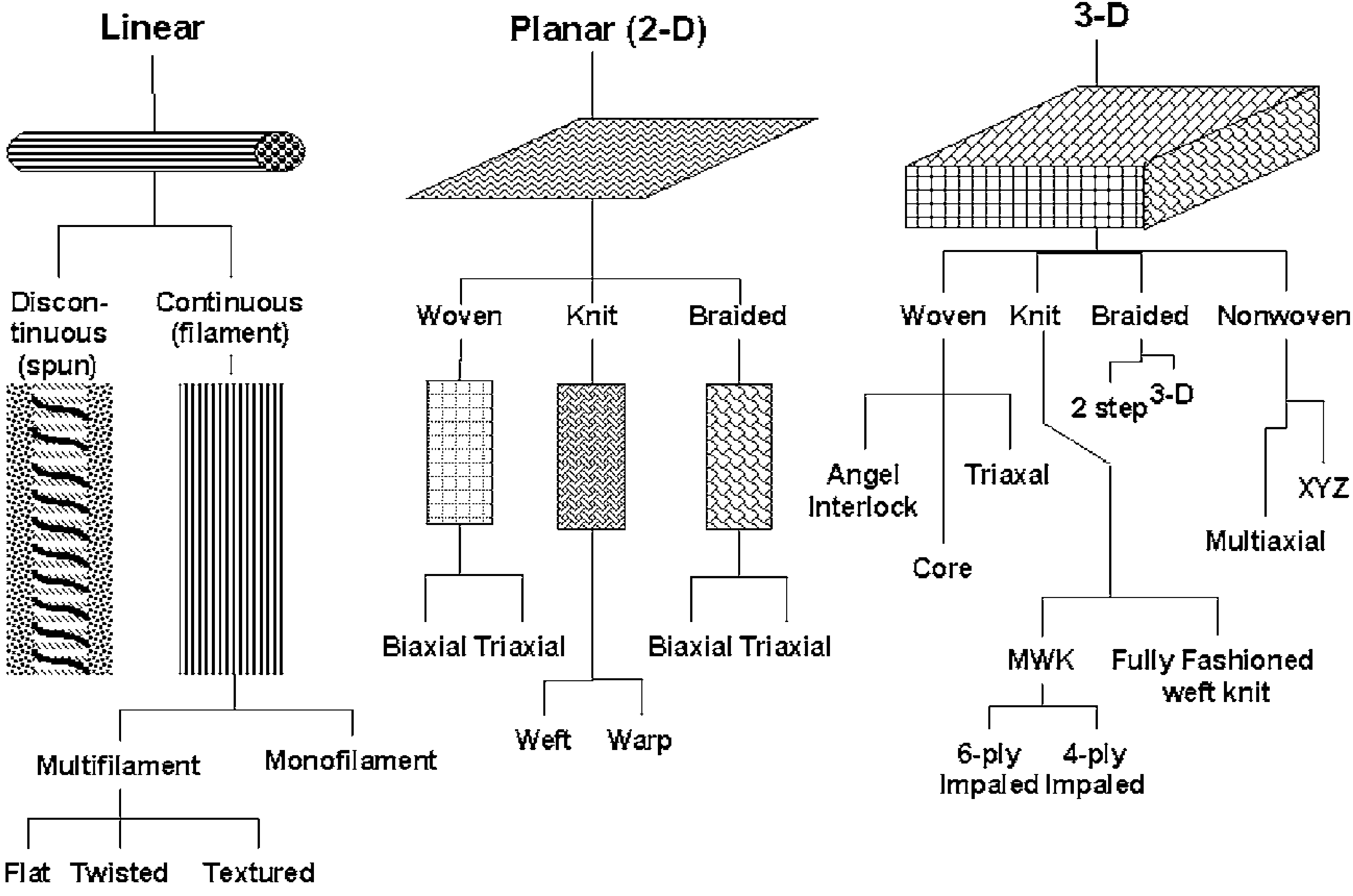
ساختارهای فیبری موجود در کامپوزیت

همچنین در مقایسه با سرامیک‌های یکپارچه، خواص مکانیکی متفاوتی را از خود نشان می‌دهند که تحت عنوان Graceful Failure شناخته می‌شود. عیوب قابل مشاهده در کامپوزیت‌ها را که عموماً منطقه عیوب(Flaw Regions) می‌گویند عبارت است از:
- لایه لایه شدن(delamination)، منطقه تخلخل باز(Region of open porosity)
- شکاف بین لایه‌ای(Seams at Ply) یا ترک‌های در راستای ضخامت(Through-thickness cracks)
- منطقه آسیب دیده توسط عواملی چون آسیب جسم خارجی(FOD) یا اکسایش شتابان(Accelerated Oxidation)

در ادامه، به بررسی پیشرفت‌های موجود در آزمون غیر مخرب در این حوزه پرداخته می‌شود.

#### اطلاعات در حین فرایند
برای بیشتر سرامیک‌های کامپوزیتی مرحله فرایند را برای بررسی انتخاب می‌کنند زیرا امکان استفاده از کوپل مایع برای آزمون آلتراسونیک وجود ندارد و این به دلیل این است که جذب آب، خود را می‌تواند به عنوان یک عیب نشان دهد. از این رو تکنیک‌های مورد استفاده برای این آزمون شامل روش غیر تماسی مانند آلتراسونیک با کوپل هوا (Air-coupled ultrasonic)، تصویربرداری حرارتی(Thermal imaging)، تصویربرداری پرتو ایکس از مدالاسیون‌های مختلف(X-ray imaging of various modilities)، یا روش‌های محدود تماسی مانند آلتراسونیک صوتی(Acousto-ultrasonic) و روش‌های رزوناسنی است.

##### تصویربرداری حرارتی
روش تصویربرداری حرارتی اخیراً با به‌کارگیری شناساگرهای آرایه‌ایی با صفحه کانونی قدرتمند(high-performance focal-plane array detectors) بروز رسانی شده است. این روش فرض می‌کند که صفحه جلویی نمونه لحظه‌ایی حرارت می‌بیند. میزان نرخ هدایت حرارتی در نمونه به نفوذ حرارتی ماده مربوط است که با تعیین اندازه نرخ افزایش دما در صفحه پشتی نمونه به‌دست می‌آید. نمودار زیر که بر حسب دمای صفحه پشتی نمونه(T) با زمان(t) به ضخامت نمونه (L) جایی که TM بیشترین دمای صفحه پشتی است به صورت تئوری پیش‌بینی شده است:

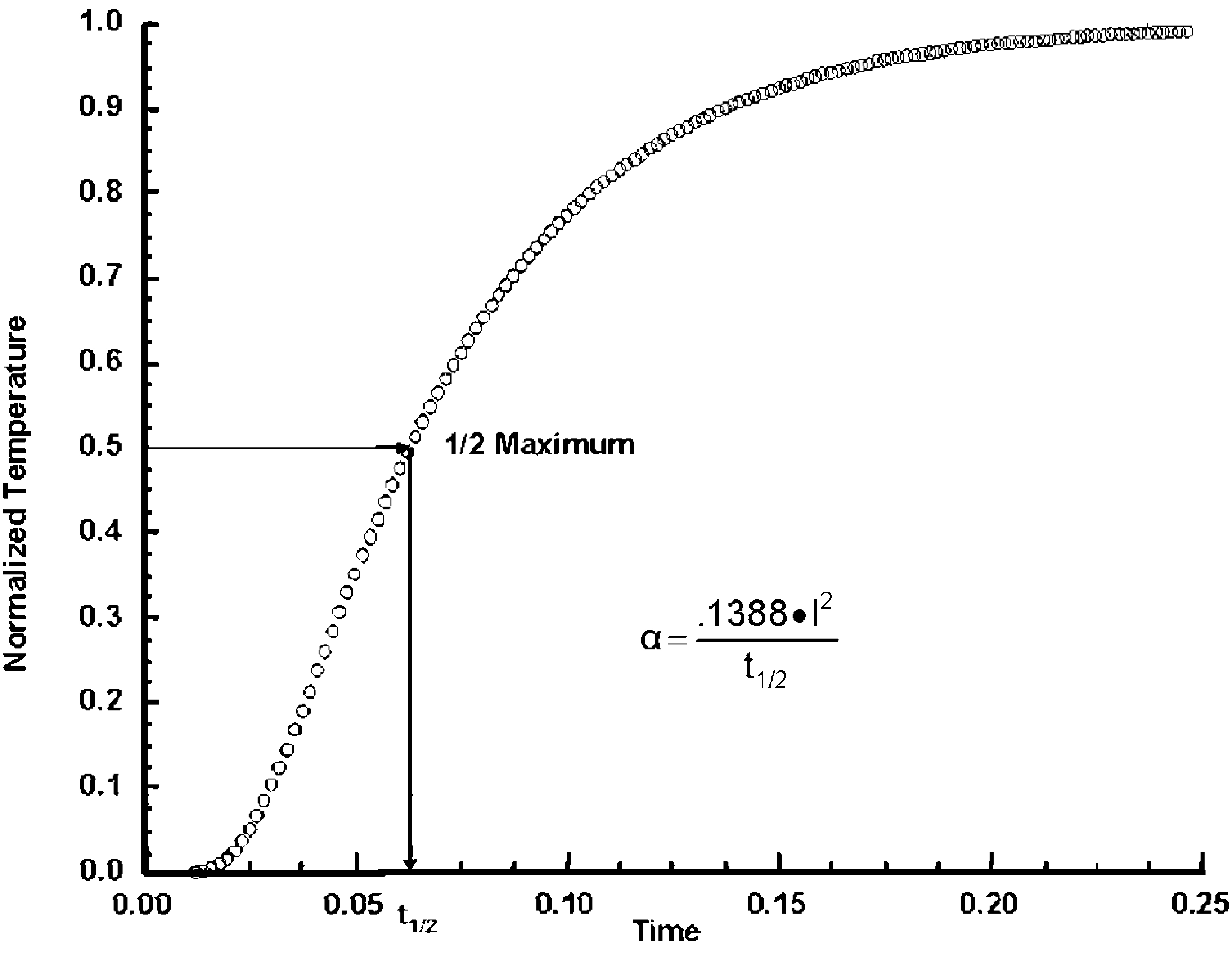
پیش‌بینی افزایش دما در صفحه پشتی نمونه

یک روش برای تعیین نفوذ حرارتی روش نیمه زمانی افزایشی(half-rise-time) T1/2 است. وقتی که نسبت T به TM به نصف برسد(T/TM=۰٫۵)، نفوذ حرارتی (α)، با فرمولα = 1.37L^۲/π^2t1.۲ به‌دست می‌آید. میزان دقت این روش را می‌توان با استاندارد تنظیم کرد.

##### آلتراسونیک با کوپل هوا
این روش به نسبت روش‌های دیگر تقریباً جدید است که با پیشرفت در پیزوالکتریک‌ها و سیگنال‌های دیجیتالی بسیار کاربرپسندتر شده است. روش به این صورت است که وقتی یک موج صوتی در ماده نفوذ می‌کند توسط عیوب پراکنده می‌شوند. ناحیه شامل عیوب (مانند حفرات و مناطق لایه لایه شده) با اندازه‌های مختلف سیاه/سفید، بر روی عکس نمایان می‌شوند.

##### اثر رزونانس صوتی
در بسیاری از کاربرد کامپوزیت‌های سرامیکی، رفتار میرایی و فرکانس رزوناسن مهم است. در کل دو روش اصلی برای تعیین فرکانس رزونانس یک ترکیب یا زیرترکیب(subcomponent) می‌توان به کار بست که شامل تحرک پیوسته با فرکانس روبش شده در حالی که لرزش ترکیب اندازه‌گیری می‌شود یا با استفاده از تحرک تأثیر تند همراه با یک روش برای شناسایی لرزش‌های ایجاد شده است. شکل زیر شماتیک دیاگرام یکی از روش‌های رزونانس صوتی را نشان می‌دهد.

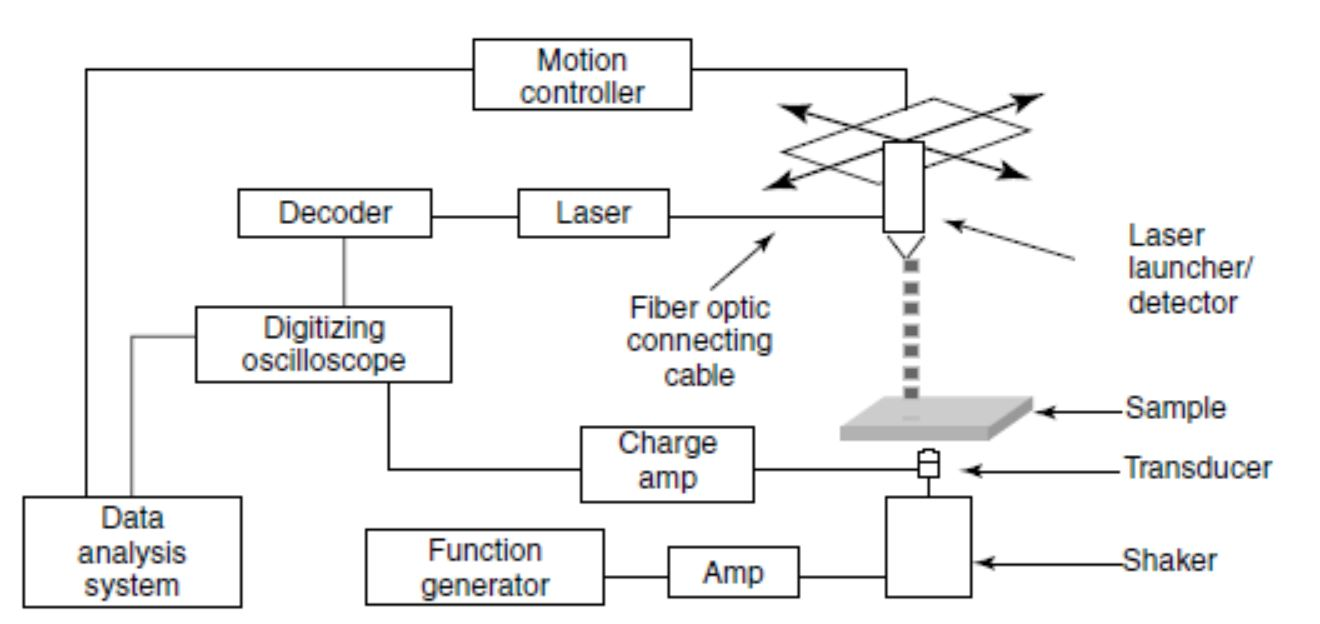
شماتیک دیاگرام روش رزونانس صوتی

#### شناسایی عیب لایه لایه‌شدگی
شناسایی این نوع عیب در کامپوزیت‌های سرامیکی به چندین روش انجام می‌شود که انتخاب روش بستگی به زمینه کامپوزیت و مواد آن (مانند اکسیدی یا غیر اکسیدی)، حضور پوشش‌های محافظ و اندازه قطعه دارد. تشخیص این عیب در ذوب نفوذ(MI) SiC/SiC، نفوذ بخار شیمیایی(CVI) SiC/SiC، فرایند اشباء سازی پلیمری(PIP) SiC/SiC ,C/SiC(CVI), C/C و اکسیدهای نفوذی سل-ژل اثبات شده است که با روش تصویربرداری حرارتی و آلتراسونیک با کوپل هوا قابل بررسی است.

#### شناسایی تخلخل‌ها
اکثر سرامیک‌های کامپوزیتی برای استفاده در دمای بالا طراحی شده‌اند. خواص حرارتی و همگنی آن در داخل ترکیب مهم ارزیابی می‌شود و نواحی با تخلخل بالا یک مشکل به حساب می‌آیند. شناخت این عیوب با چندین روش آزمون غیر مخرب قابل بررسی است از جمله روش آلتراسونیک با کوپل هوا، روش‌های تصویر برداری حرارتی و XTC.

#### تعیین اثر آسیب بر قطعه (توسط جسم خارجی)
FOD می‌تواند بر روی هر ترکیبی رخ دهد که تا به امروز تلاش‌های محدودی برای گسترش روش‌های غیر مخرب آن انجام شده است. اخیراً تعیین عیب FOD با دو روش تصویر برداری حرارتی و آلتراسونیک با کوپل هوا انجام شده است. این درحالی است که بازرسی چشمی(VI) قطعه، آسیب‌های محدودی از سطح قطعه را نشان می‌دهد و نمی‌تواند عمق و میزان آسیب را تعیین کند.

#### شناسایی ترک در راستای ضخامت
در شناسایی این عیب نیز روش تصویربرداری حرارتی و آلتراسونیک با کوپ هوا استفاده می‌شود.

## استانداردها و دستورالعمل‌ها برای مواد پیشرفته[۱۲]

### مقدمه
امروزه رفتار ترمومکانیکی و خواص فیزیکی مواد پیشرفته مورد توجه بسیاری از محققان قرار گرفته است. شناسایی و تعیین خواص و عملکرد مواد پیشرفته بنا به دلایل زیر نیازمند است:
- فراهم آوری ویژگی‌های پایه مواد پیشرفته برای پیشرفته سازی، کنترل کیفیت و بررسی‌های قیاسی مواد
- فراهم‌آوری یک ابزار مطالعه به منظوره شناسایی مکانیزم‌های عملکرد مکانیکی مواد
- فراهم‌آوری اطلاعات پیش‌بینی عملکرد مهندسی برای کاربرد مهندسی و طراحی اجزاء

همچنین برای اینکه یک ماده تولید شده به مرحله تجاری سازی و عرضه در بازار برسد باید استانداردهای لازم را به‌دست‌آورد.

### استانداردها
استانداردها را می‌توان به دو دسته استانداردهای ملی و بین‌المللی تقسیم کرد که در ادامه به آن پرداخته می‌شود.

#### ملی
گفتنی است که بیشتر کشورهای توسعه یافته دارای حداقل یک استاندارد ملی هستند. در سازمان جهانی استانداردسازی(ISO) حدود ۱۳۰ سازمان ملی حاوی استاندارد ملی وجود دارد. در ادامه به بعضی از آن‌ها پرداخته می‌شود.

##### ایالات متحده آمریکا
ایالات متحده تنها کشوری هست که سازمان‌های استاندارد ملی آن تحت حمایت دولت مردان این کشور نیستند. بنیاد استاندارد و تکنولوژی(National Bureau of Standards) که به عنوان NIST شناخته می‌شود در حوزه مواد پیشرفته فعالیت دارد. همچنین، این بنیاد مواد مرجع استاندارد(SRMs) که برای کالیبراسیون دستگاه‌ها استفاده می‌شود را نیز تعیین می‌کند.

##### انجمن مواد و آزمایش آمریکا(ASTM)
این انجمن بیشترین نیاز استانداردسازی در حوزه مواد پیشرفته را برطرف می‌کند. این کمیته شامل چندین زیر کمیته برای اجرای این فرایند است. برا نمونه، کمیته C28 شامل چندین زیر کمیته مانند C28/07 کامپوزیت‌های زمینه سرامیکی هست.

##### استاندارد ASTM برای مواد پیشرفته
جدول زیر کمیته‌های استانداردسازی ASTM را برای مواد پیشرفته نشان می‌دهد. گفتنی است که استانداردهای بیشتر در حوزه مواد پیشرفته طبق مؤسسه ASTM در کتاب Annual Book of ASTM Standards یا سایت رسمی سازمان ASTM قابل مشاهده است.
| مواد                                        | کمیته‌های ارزیابی                        |
| ------------------------------------------- | --------------------------------------- |
| تیتانیوم                                    | فلزها و آلیاژهای انفعالی و نسوز B10     |
| کربن، گرافیت، کامپوزیت‌های کربن-کربن         | محصولات گرافیتی و کربنی مصنوعی C5       |
| پروسلین (ظروف‌چینی)، تولیدات آلومینیم اکسیدی | سرامیک‌های نرم‌افزاری و محصولات مربوطهC21 |
| سرامیک‌های یکپارچه و کامپوزیتی               | سرامیک‌های پیشرفتهC28                    |
| کامپوزیت‌های پلیمری و زمینه فلزی             | مواد کامپوزیتیD30                       |
| بسترهای الکترونیکی، تخته مداری و غیر        | مواد الکترونیکیF1                       |
| بایومواد                                    | مواد و تجهیزات جراحی و پزشکیF4          |

#### بین‌المللی

##### اروپا
در قاره اروپا، هر کشور صنعتی دارای بنیاد استاندارد ملی است مانند BSI (انگلستان)، DIN (آلمان)، AFNOR (فرانسه)، ELOT (یونان) و IPQ (پرتغال). مضافاً، کمیته مطلوب سازی استاندارد اروپا(CEN) برای نظارت بر دیگر ارگان‌های استانداردسازی برای جلوگیری از استانداردسازی‌های مشابه و تکراری تأسیس شده است. برای نمونه، کمیته CEN برای مواد پیشرفته را در جدول ذیل آورده شده است:
| مواد شامل                           | گروه‌های TC  | کمیته‌های تخصصی(TC)                                                      |
| ----------------------------------- | ----------- | ----------------------------------------------------------------------- |
| متنوع                               | مواد        | TC262 (حفاظت از مواد فلزی در برابر خوردگی)                              |
| پلیمرها                             | مواد        | TC249 (پلاستیک‌ها)                                                       |
| متنوع                               | مواد        | TC240 (پاشش حرارتی و محصولات مربوط به پوشش‌های ایجاد شده با پاشش حرارتی) |
| پلیمر، شیشه و غیره                  | مواد        | TC189 (ژئوتکستایل و محصولات تولیدی از آن)                               |
| سرامیک‌ها و فلزات دما بالا           | مواد        | TC187 (تولیدات و مواد دیرگداز)                                          |
| بلوک‌ها و کامپوزیت‌های سرامیک پیشرفته | مواد        | TC184 (سرامیک‌های تخصصی پیشرفته)                                         |
| بیومواد                             | بیوتکنولوژی | TC233 (بیوتکنولوژی)                                                     |

##### آسیا
در آسیا مانند اروپا نیز یک سازمان برای نظارت بر استانداردهای کشورهای صنعتی مانند JISC (ژاپن)، CAS(چین)، SA(استرالیا)، BSN(اندونزی) و KSI(کره) نظارت دارد.

###### استاندارد JISC برای مواد پیشرفته
JISC دارای سه حوزه مواد یا محصولات (شکل، اندازه، ظاهر و غیره)، اقدام یا روش (نحوه اجرا، پروسه یا روش) و موارد بنیادی (واحدها، کلمات فنی، شرایط گزاری آزمون، دسته‌بندی و غیره). شکل زیر نشان دهنده دسته‌بندی‌های این استاندارد است که بعضاً به‌طور مستقیم با مواد پیشرفته در ارتباط هستند:

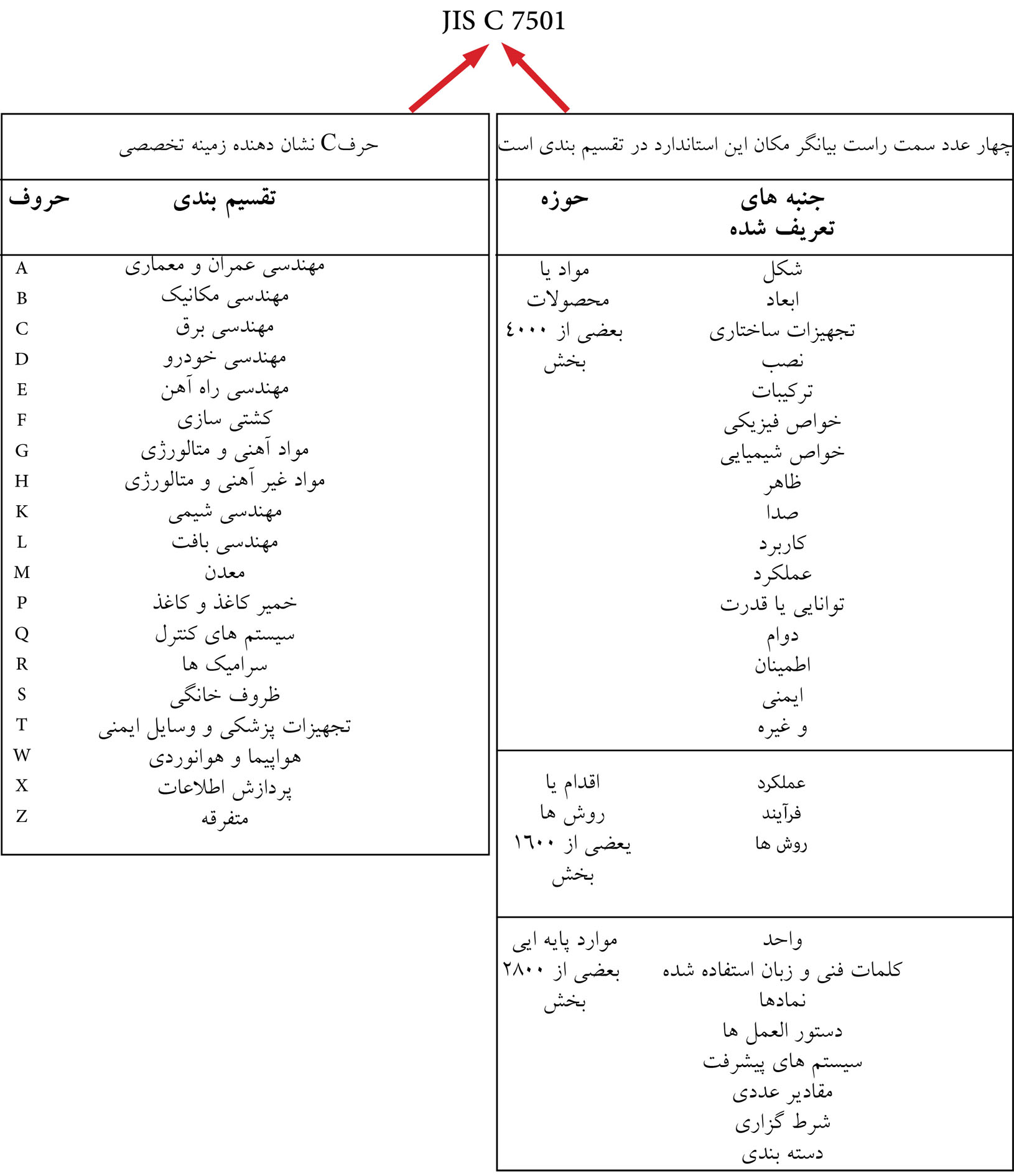
تصویر نحوه گزارش استاندارد برای مواد پیشرفته

##### استاندارد بین‌المللی ISO برای مواد پیشرفته
در مقدمه لازم به توضیح است که استاندارد ISO شامل ۱۳۰ کشور در جهان می‌شود که برای ایجاد یک استاندارد بین‌المللی شش مرحله زیر را کمیته‌های تخصصی(TC) و فرعی(SC) قرار داده‌اند:
1. مرحله ارائه پروپوزال
2. مرحله آماده‌سازی (پیش‌نویس کار(WD))
3. مرحله ارزیابی کمیته (پیش‌نویس کمیته(CD))
4. مرحله رسیدگی و استعلام (پیش‌نویس استاندارد بین‌المللی(DIS))
5. مرحله پذیرش (پیش‌نویس نهایی استاندارد بین‌المللی(FDIS))
6. مرحله چاپ (استاندارد بین‌المللی(IS))

| مواد شامل                           | کمیته تخصصی(TC)                                                     |
| ----------------------------------- | ------------------------------------------------------------------- |
| سیمان‌های مسلح با فیبر               | TC77 (محصولات سیمانی مسلح شده با فیبر)                              |
| بیومواد                             | TC106 (دندان‌پزشکی)                                                  |
| پودر فلزات                          | TC119 (متالورژی پودر)                                               |
| آلیاژهای نیکل                       | TC155 (نیکل و آلیاژهای نیکل)                                        |
| سرامیک‌ها و شیشه‌ها                   | TC166 (ظروف سرامیکی، شیشه‌ای و پوشش‌های شیشه‌ای در تماس با مواد غذایی) |
| بیومواد                             | TC150 (کاشت‌ها برای جراحی)                                           |
| بلوک‌ها و کامپوزیت‌های سرامیک پیشرفته | TC206 (سرامیک‌های مهندسی)                                            |

### دستورالعمل طراحی و بانک اطلاعاتی
در ایالات متحده سازمان‌های زیادی برای طراحی و نگهداری دستورالعمل‌ها گسترش یافته‌اند که جدول زیر برخی از نمونه‌ها را نشان می‌دهد. برای مواد پیشرفته، دو نمونه بارز ASME Boiler و Pressure Vessel را می‌توان مثال زد.
| کاربرد                            | دستورالعمل طراحی                    |
| --------------------------------- | ----------------------------------- |
| ساختمان، مسکن و غیره              | دستورالعمل واحد ساختمان (UBC)       |
| مخزن‌های فشار و تجهیزات آن         | دستورالعمل مخزن بویلری و فشار(ASME) |
| جوشکاری و فلزجوش در فلزات         | دستورالعمل جوشکاری ساختمانی(AWS)    |
| سیستم‌های محافظ آتش، عایق‌ها و غیره | دستورالعمل واحد آتش(UFC)            |
| لوله‌کشی، HVAC و غیره              | دستورالعمل واحد مکانیکی             |

## مواد متخلخل (فیلترهای سرامیکی متخلخل)
محصولات فیلتر سرامیکی دسته ای از مواد پیشرفته سرامیکی به‌شمار می‌روند که با داشتن ساختاری بسیار متخلخل و به هم پیوسته عمدتاً برای کاربردهای انتقال جرم و حرارت و جداسازی و تغلیظ مورد استفاده قرار می‌گیرند.
مهم‌ترین ویژگی فیلترها، داشتن خلل و فرج‌هایی با اندازه و ابعاد مشخص است، به همین دلیل، فیلتر را یک محیط متخلخل می‌نامند. این مواد در کنار نسبت سطح به حجم (سطح مخصوص) بالا دارای پایداری شیمیایی بی نظیر در مجاورت مواد اسیدی و بازی بوده و در دماهای بالا (بالاتر از ۱۰۰۰ درجه سانتیگراد) پایداری حرارتی بسیار مطلوبی از خود نشان می‌دهند. از این مواد پیشرفته در کاربردهای صنعتی متعدد از قبیل تصفیه و آخالگیری مذاب، کاتالیست‌های صنعتی، سد شعله نیروگاهی، گرمکن‌های تابشی صنعتی، کامپوزیت‌های ریختگی، فیلتراسیون هوا و سیالات (عموماً خورنده)، مواد پزشکی کاشتنی داخل بدن و … استفاده می‌شود. فیلتر سرامیکی در اشکال و اندازه‌های مختلف مانند دایره، مربع و مستطیل و.. عرضه می‌گردد. یکی از فاکتورهای نامگذاری فیلتر عدد تخلل است که عبارتست از عبارتست از تعداد سوراخ در اینچ طولی یک فیلتر این عدد از ۱۰الی ۶۰ است لیکن متداولترین نوع تخلل از۱۰ تا ۳۰ است.
انواع متداول فیلترهای سرامیکی عبارتند از:
- فیلترهای سرامیکی سیلیکون کارباید

فیلتر سرامیکی از جنس سیلیکون کارباید با استحکام مکانیکی بالا و مقاومت به شوک‌های حرارتی عالی و قابلیت استفاده تا دمای بالای ۱۴۵۰درجه سانتیگراد به رنگ خاکستری و برای تصفیه چدن، برنچ برنز و قابلیت حذف و تصفیه حد اکثر ناخالصی دراین مواد فلزی را دارد.
- فیلتر سرامیکی زیرکونیومی

فیلتر سرامیکی سیلیکون کارباید

این دسته از فیلترها به رنگ نخودی یا زرد مایل به سفید و تحمل حرارت تا ۱۷۰۰درجه سانتیگراد را دارا است. این فیلترها مناسب برای تصفیه فولاد از آخال هستند.
- فیلتر سرامیکی آلومینایی

این محصول با ظاهری سفید رنگ و استحکام عالی در کلیه کاربردهای در معرض با مواد خورنده و ساینده دما بالا (تا ۱۲۰۰ درجه سانتیگراد) کاربرد فراوان دارد. در صنایع ذوب آلومینیومی از این محصول به منظور تصفیه و آخالگیری و در نتیجه افزایش کیفیت محصولات ریختگی استفاده می‌شود.

## کاربرد مواد پیشرفته در پزشکی

### مقدمه
به مواد طبیعی یا مصنوعی که در تماس با بافت، خون و سیالات بیولوژیکی بوده و در پروتزها، وسایل تشخیصی درمانی یا نگهداری بدون داشتن تأثیر نامطلوب بر ارگانیسم زنده و ترکیبات آن استفاده می‌شود بیومتریال گفته می‌شود. زیست‌ماده‌ها از نظر سیستمی و دارویی خنثی بوده و برای کاشت درون یا همراه با سیستم زنده استفاده می‌شود. با توجه به این تعاریف برای استفاده از یک بیومتریال در پزشکی یا دندانپزشکی نیاز به داشتن آگاهی کامل در بسیاری از علوم هستیم. به‌طور کی می‌توان گفت موفقیت زیست‌ماده‌ها در محیط بدن به عوامل زیادی نظیر خواص ماده و زیست سازگاری ماده بستگی دارد. برخی از خواصی که بسته به کارکرد زیست‌ماده‌ها در قسمت‌های مختلفی بدن اهمیت دارد عبارتند از: خواص مکانیکی کافی نظیر استحکام و سختی، خواص نوری مطلوب (در صورتیکه ماده در چشم، پوست و دندان استفاده شود)، چگالی مناسب قابلیت سترون شدن و نگهداری طولانی مدت.
| سیستم     | مثال                                |
| --------- | ----------------------------------- |
| اسکلتی    | صفحه شکسته بندی استخوان، تعویض مفصل |
| ماهیچه ای | نخ‌های بخیه، محرک عملکرد ماهیچه      |
| گردش خون  | رگ مصنوعی، دریچهٔ قلب مصنوعی         |
| تنفسی     | دستگاه اکسیژن رسان                  |
| پوستی     | پوست مصنوعی                         |
| ادراری    | دستگاه دیالیز کلیه، استنت           |
| عصبی      | ضربان ساز قلبی                      |
| زیبایی    | جایگزین‌های زیبایی                   |

#### زیست مواد پیشرفته سرامیکی

بافت استخوانی

در سال‌های اخیر محققان از سرامیک‌ها و کامپوزیت‌های آن برای تقویت و جایگزینی قسمت‌های مختلف بدن به ویژه استخوان استفاده نموده‌اند؛ بنابراین سرامیک‌هایی که بدین منظور بکار می‌روند را می‌توان در گروهی با عنوان بیو سرامیک قرار داد. یک سرامیک باید خواصی نظیر زیست سازگار بودن غیر سمی بودن خنثی بودن در برابر مایعات بدن اجازه یا تشویق بافت آسیب دیده به تشکیل استخوان و… را داشته باشد تا در گروه بیو سرامیک‌ها قرار گیرد.
سرامیک‌های مورد استفاده در ساخت کاشتنی‌ها را می‌توان در گروه‌های زیر قرار داد:
- سرامیک‌های غیرقابل جذب (تقریباً زیست خنثی)
- سرامیک‌های زیست فعال (نیمه خنثی)
- سرامیک‌های زیست تخریب پذیر یا جذب شونده (خنثی)[۱۳]

##### سرامیک‌های غیرقابل جذب (تقریباً زیست خنثی)
سرامیک‌های زیست خنثی پس از قرارگیری در بدن میزبان خواص فیزیکی و مکانیکی خود را حفظ می‌کند. این دسته از مواد مقاوم به سایش و خوردگی هستندو کلیهٔ خواص بیو سرامیک‌ها از قبل غیر سمی بودن و… را دارا می‌باشند. سرامیک‌های زیرکونیا از جمله سرامیک‌های زسیت خنثی می‌باشند.

##### سرامیک‌های زیست فعال یا واکنش پذیر در سطح (نیمه خنثی)
سرامیک‌هایی با فعالیت سطحی پس از کاشت در بدن میزبان (با استخوان واکنش داده و اتصال شیمیایی ایجاد می‌کند). از جملهٔ این سرامیک‌ها می‌توان به شیشه سرامیک‌های بیو اکتیو اشاره کرد.

##### سرامیک‌های جذب شونده (خنثی)
این دسته از سرامیک‌ها همان‌طور که از نامشان پیداست پس از کاشت در بدن میزبان دچار تخریب شده و جایگزین بافت‌های آسیب دیده می‌گردد. از جمله سرامیک‌های قابل جذب می‌توان به مرجان‌ها گچ پاریس، هیدروکسی آپاتیت و کلسیم فسفات اشاره کرد؛ و برخی از مصارف سرامیک‌های قابل جذب عبارت است از:
- ترمیم استخوان‌های آسیب دیده به علت بیماری و ترما
- پر کردن فضاهای تخلیه شده در اثر تومورهای خارج شده و استخوان‌های از دست رفته
- ترمیم و جوش دادن مهره و ستون فقرات
- ترمیم ضایعات دندانی فک و صورت
- کاشتنی‌های چشمی از جنس هیدروکسی آپاتیت

در ادامه به برخی از این مواد صورت اجمالی به برخی از این مواد اشاره می‌شود:

###### کلسیم فسفات
سیمان‌های استخوانی کلسیم فسفات بهترین جایگزین بافت سخت هستند. کلسیم فسفات‌ها ترکیباتی هستند که توسط بدن در فرایند استخوان سازی مورد استفاده قرار می‌گیرند. این مواد در شکل‌هایی نظیر بلوک‌های متخلخل یا متراکم یا سیمان به عنوان بهترین جایگزین بافت استخوانی مورد استفاده هستند. سیمان‌های کلسیم فسفاتی از دو قسمت پودری و مایع تشکیل شده است که پس از اختلاط یا یکدیگر به صورت خمیر هموژن در می‌آیند که می‌تواند در دمای اتاق و بدن سفت شود. این سیمان‌ها قادر به پر کردن هر گونه ضایعهٔ استخوانی هستند. مزایای استفاده از سیمان‌های کلسیم فسفاتی عبارت است از :زیست سازگاری، زیست تخریب پذیری بالا، قابلیت تزریق و….

###### کاربردهای بالینی سیمان‌های کلسیم فسفاتی
- کاربردهای ارتوپدیک
- ترمیم ضایعات فک و جمجمه (اولین بار برای درمان ضایعات موجود بر روی جمجمهٔ بک خوک مورد استفاده قرار گرفت و مشاهده شد بعد از گذشت ۱۸۰ روز بافت مورد نظر جایگزین شده بود)
- درمان استئونکروز (استئونکروز یا اصطلاحاً مرگ اسنخوان به حالتی گفته می‌شود که جریان خون به بافت زندهٔ استخوانی نرسد و در نهایت سلول‌های استخوانی از بین رود). ی
- کاربردهای دندانی[۱۴]

###### زیرکونیا و آلومینا
زیرکونیا و آلومینا زیرکونیای خالص از تبدیل شیمیایی زیرکون به دست می‌آید زیرکونیا از طریق فرایند رسوب دهی ماده معدنی زیرکون که به فراوانی در طبیعت موجود است به دست می‌آید. در یک بررسی صورت گرفته ۶ درصد مولی Y2O3 به عنوان ناخالصی به زیرکونیا اضافه شده است؛ و زیرکونیای نسبتاً پایدار به دست آمده برای کاشت در استخوان مورد استفاده قرار گرفته است. زیرکونیا در ترکیب با پلی اتیلن با وزن مولکولی فوق‌العاده زیاد، زیست سازگاری عالی و اصطکاک و مقاومت بسیار عالی نشان داده شده است.
آلومینا ماده ای سرامیکی با سختی بالا و اصطکاک پایین است که در مجیط درون تن خنثی است. کلیهٔ این خواص آلومینا را به یک مادهٔ مناسب به عنوان جایگزین مفصل بدل کرده است. یکی از کاربردهای متداول اکسید آلمینیوم در پروتزهای ران است.

#### زیست مواد پیشرفته فلزی
فلزات از گذشته تا به امروز به دلیلی دارا بودن برخی از ویژگی‌ها از قبیل خصوصیات مکانیکی عالی، هدایت حرارتی و الکتریکی مناسب به عنوان بیومتریال (زیست مواد) به صورت گسترده مورد استفاده بوده است. برخی از فلزات به دلیل خصوصیات مکانیکی و مقاومت بالا در برابر خوردگی به عنوان مواد غیرفعال برای جایگزینی بافت سخت مانند مفصل‌های ران و زانو، کاشتنی‌های دندانی و… بکار برده شده است. برخی دیگر از آلیاژهای فلزی برای عملکردهای فعال مانند کاشتنی‌های حلزون گوش مورد استفاده قرار می‌گیرند.

## سرامیک‌های الکترونیکی
عمده‌ترین استفاده از سرامیک‌های پیشرفته در صنایع الکترونیک است که حدود ۶۶ درصد کل مصرف سرامیک‌های پیشرفته را به خود اختصاص می‌دهند.
مهم‌ترین مواد سرامیکی برای کاربردهای الکترونیکی، اکسیدهای خالص یا مخلوطی از اکسیدها هستند که شامل آلومینا، زیرکونیا، سیلیسیا، فیبرها، محافظ‌ها در مدارهای الکتریکی و الکترونیکی، خازن‌ها، تبدیل‌کننده‌ها، القاگرها، ابزارهای پیزواکتریکی و سنسورهای فیزیکی و شیمیایی عمده‌ترین موارد استفاده سرامیک‌های اکترونیکی هستند.

### دی الکتریک‌ها
دی الکتریک‌های صنعتی غالباً به چند گروه تقسیم‌بندی می‌شوند که عبارت است از:
1. ترموسترهای PTC(دی الکتریک اکسیدی)
2. ترمیستورهای NTC

#### ترمیسترهای PTC(دی الکتریک اکسیدی)
باریم تیتانات BaTio3یک مادهٔ فروالکتریک با ثابت دی الکتریک بالا و مقاومت عایق بالا است؛ بنابراین، از سال کشفش در سال ۱۹۴۳ در صنعت الکترونیک برای خازن‌های سرامیکی به‌طور گسترده استفاده می‌شود. سرامیک عایق باریوم تیتانات با اضافه کردن مقدار اندکی از اکسیدهای فلزات خاک‌های نادر مانندY2O3،La2O3 Sm2O3،Ce2O3به نیمه هادی تبدیل می‌شود. در سال ۱۹۵۵ عدم وابستگی دمایی غیرمعمول مقاومت در بالای دمای کوری نیمه رسانای تولید شده از سرامیک‌های باریوم تیتاناتی کشف گردید.
مقاومت این نیمه هادی که ضریب دمای مثبت (PTC) نیمه رسانا نامیده می‌شود، به‌طور شدیدی در بالای دمای کوری (T_c) افزایش می‌یابد، تا دمای T_(n) که مقاومت به ماکزیمم مقدار خود می‌رسد. دمای مشخص شده به سه ناحیه تقسیم می‌شود (ناحیهٔ I, II و III در شکل ۱) بر اساس رفتار مقاومتی انجام می‌شود.
شکل۱. نواحی دمایی مشخصه در سرامیک‌های PTC
این افزایش شدید در مقاومت در بالای دمای کوری یک کشف بسیار مهم در زمینهٔ کاربردهای عملی ترمیستورها(thermistor) است. این کشف برای تحقیقات بنیادی در زمینهٔ مکانیزم‌های رسانش نیز مهم است.

##### کاربردهای ترمیستورPTC
ترمیستورهای PTC در محصولات الکترونیکی زیادی مانند تلویزیون‌های رنگی، یخچال‌ها، هیترهای باد گرم و کامپیوترهای شخصی مورد استفاده قرار می‌گیرد.

#### ترمیستورهای NTC
ترمیستورهای با ضریب دمایی منفی(NTC) مواد نیمه رساناهایی هستند که مقاومت آن‌ها با افزایش دما کاهش می‌یابد

##### کاربردهای ترمیستور NTC
ترمیستورهای NTC به عنوان اصلاح‌کننده دمایی، سنسور دما و وسایل جلوگیری‌کننده از افزایش شدید جریان، مورد استفاده قرار می‌گیرند. تمام این کاربردها بر اساس ویژگی‌های مقاومت- دمایی ترمیستورهای NTC بنا گذاشته شده است.
۳. وریستورهای سرامیکی
وریستورهای اکسید فلزی وسایل هستند که دارای نیمه رسانای سرامیکی هستند.
وریستورهای اکسید فلزی عمدتاً در مدارهایی برای حفاظت در برابر نوسانات شدید القایی، نویزهای زود گذر کوتاه یا نوسانات شدید برق به وجود می‌آید استفاده می‌شود. دی الکتریک اکسیدی مانند سرامیک‌های الکتریکی :در خطوط انتقال نیرو، لازم است هادی‌های ولتاژ یه نحوی از برج‌ها ایزوله شوند و برای این کار از مقره‌ها استفاده می‌شود. یا در دکل‌های مخابراتی که مقره‌های دو یا چند شیاره حامل سیم‌های مخابراتی هستند.

### سرامیک‌های پیزو الکتریک[۱۸]

#### تئوری
تمام مواد تحت میدان الکتریکی دچار یک تغییر کوچک در اندازه می‌شوند. اگر کرنش حاصل متناسب با توا ن دوم شدت میدان باشد، این پدیده را اثر الکترواستریکتیو (به انگلیسی: electrostrictive effect) می‌نامند. برخی از مواد پدیده‌ای معکوس را نشان می‌دهند، یعنی هنگامی که تحت یک تنش اعمالی دچار کرنش می‌شوند در آن‌ها یک قطبش الکتریکی پدید می‌آید، به این مواد پیزوالکتریک می‌گویند. با اولین تقریب این قطبش متناسب با تنش است و این اثر مستقیم نامیده می‌شود. مواد پیزوالکتریک یک اثر معکوس نیز از خود نشان می‌دهند، یعنی با اعمال یک میدان الکتریکی، کرنشی (x) متناسب با میدان اعمالی در آن‌ها ایجاد می‌شود. پدیده الکترواستریکشن با رابطه زیر بیان می‌شود:
X = QP2
که در آن Q ضریب الکترواستریکشن نامیده می‌شود.
برای موادی که ɛr{\displaystyle \gg }D است، رابطه P~D برقرار است و بنابراین معادله بالا را می‌توان به صورت زیر نوشت:
X = QD2 = Qɛ2E2
از ۳۲ گروه مواد بلوری، ۱۱ گروه دارای مرکز تقارن و غیر قطبی هستند. در این مواد تنش اعمالی به جابه‌جایی تقارن یونی منجر می‌شود، به نحوی که تغییر خالصی در گشتاور دوقطبی مشاهده نمی‌شود. ۲۱ دسته بلوری دیگر نامتقارن هستند که ۲۰ دسته از آن‌ها از خود اثر پیزوالکتریک نشان می‌دهند. تنها یک استثناء در سیستم مکعبی وجود دارد که ویژگی‌های تقارنی آن باعث اثر پیزوالکتریک نمی‌شود.

#### ویژگی‌های عمومیPZT{\displaystyle {\ce {PZT}}}(Pb(Ti,Zr)O3){\displaystyle {\ce {(Pb(Ti,Zr)O3)}}}و نحوه ساخت آن

##### مقدمه
اولین و پیزوسرامیکی که به‌صورت تجاری ساخته شد {\displaystyle {\ce {BaTiO3}}} بود. در دهه ۱۹۵۰ مشخص شد که سیستم محلول جامد {\displaystyle {\ce {PZT}}} {\displaystyle {\ce {(Pb(Ti,Zr)O3)}}} که ساختار پروسکایت نیز دارد، فروالکتریک است. امروزه ترکیبات {\displaystyle {\ce {PZT}}}پر استفاده‌ترین پیزوسرامیک‌ها هستند. توصیف خواص و فرایند ساخت {\displaystyle {\ce {PZT}}}که در ادامه به آن اشاره می‌شود، ایده‌های مهمی را برای بحث‌های آتی در مورد بهبود خواص پیزوسرامیک‌ها، شامل {\displaystyle {\ce {PZT}}} (و سایر پیزوسرامیک‌ها) برای کاربردهای ویژه مطرح می‌کند.

##### اثر یون‌های جانشین غیر هم‌ظرفیت
چندین نمونه از سیستم‌های اکسیدی که به‌وسیله جانشینی کاتیون‌های چند ظرفیتی کنترل می‌شود. به‌عنوان مثال {\displaystyle {\ce {Sb^5+}}} می‌تواند جایگزین {\displaystyle {\ce {Sn^4+}}} در {\displaystyle {\ce {SnO2}}} و به وسیله یک الکترون در نوار هدایت خنثی شود که این باعث رسانایی نوع n می‌شود. اما عموماً مدل‌های سیستم‌های اکسیدی از مدل‌های سیلیسیم پیچیده‌ترند و به مراتب کمتر مورد بررسی قرار گرفته‌اند.
یک محدودیت مهم در تحقیق حاضر در دسترس نبودن اکسیدهایی است که خلوص آن‌ها مانند بلورهای سیلیسی در حد چند قسمت ناخالصی در ۱۰۹ باشد. اصطلاح خلوص بالا که برای اکسیدها به‌کار می‌رود معمولاً برای ناخالصی‌های کمتر از ۱ در ۱۰۴ اتم به کار می‌رود که عمدتاً فراوان و متداولی مانند منیزیم، آلومینیم، سیلیسیم، فسفر، کلسیم، آهن و مقدار بسیار کمی از عناصر کمیاب مانند نیوبیم، تنتالم، سریم، لانتانیم و غیره را شامل می‌شود. بخش عمده ناخالصی‌های اصلی در {\displaystyle {\ce {BaTiO3}}}کاتیون‌هایی مانند {\displaystyle {\ce {Mg^2+}}}،{\displaystyle {\ce {Al^3+}}}+، {\displaystyle {\ce {Fe^3+}}} و {\displaystyle {\ce {Ca^2+}}} هستند که هنگامی که جایگزین یون‌های {\displaystyle {\ce {Ti^4+}}} می‌شوند، گیرنده‌ها را می‌سازند. کمبود حاصل در بار به وسیله فضاهای خالی اکسیژن جبران می‌شود که ممکن است با غلظت‌های ۱ در ۱۰۴، که غلظتی بسیار بیشتر از غلظت مورد انتظار شاتکی در مواد اصلی است، ظاهر شود.
یکی از پیامدهای میزان ناخالصی بالا، استفاده از غلظت‌های بالای افزودنی برای کنترل رفتار اکسیدهاست. مقدار افزودنی به ندرت کمتر از ۱ در ۱۰۳ مول است و ممکن است تا ۱ در ۱۰ مول نیز باشد. به‌طوری که ممکن است نقایص بیش از نیمه‌رساناهای کووالانت مانند سیلیسیم و {\displaystyle {\ce {GaAs}}} و غیره برهم کنش کنند.
تأثیر یون‌های جانشین مقوله‌ای پیچیده است، اما با احتیاط می‌توان برخی از نتایج را به یون‌های جانشین غیر هم‌ظرفیت در پروسکایت (ساختار {\displaystyle {\ce {CaTiO3}}}و ساختارهای بلوری مشابه آن) تعمیم داد.
عناصر دهندهٔ الکترون توسط جاهای خالی کاتیونی و عناصر گیرنده توسط جاهای خالی اکسیژن خنثی می‌شوند. هر یک از این افزودنی‌ها تمایل دارد تا جاهای خالی ناشی از دیگری را کاهش دهد.
اختلاف عمده میان جاهای خالی اکسیژنی و جاهای خالی کاتیونی در ساختارهای نوع پروسکایت، تحرک بالاتر در اولویت است. کاتیون‌ها و جاهای خالی کاتیونی تمایل دارند که توسط یون‌های اکسیژن جدا شوند. از این رو سد انرژی بزرگتری باید پشت سر گذاشته شود تا یون و جای خالی بتوانند جایگزین یکدیگر شوند. با این وجود، یون‌های اکسیژن یک ساختار شبکه‌ای به هم پیوسته تشکیل می‌دهند به نحوی که جاهای خالی اکسیژن دارای یون‌های اکسیژن همسایه هستند که به راحتی می‌توانند با آن‌ها جایگزین شوند.
با افزودن عناصر دهنده الکترون در {\displaystyle {\ce {PZT}}} انتظار می‌رود که غلظت جاهای خالی اکسیژن کاهش یابد که منجر به کاهش غلظت عیوب جفتی پایدارکننده حوزه‌ها و در نهایت کاهش سرعت پیرسازی می‌شود. افزایش حاصل در تحرک دیواره‌ها منجر به افزایش گذردهی، اتلاف دی الکتریک، وارفتگی کشسان، و ضرایب جفت شدگی و کاهش کیفیت مکانیکی و وادارندگی می‌شود.
ورود جاهای خالی اکسیژنی در اثر افزودن عناصر گیرندهٔ الکترون باعث کاهش محسوس اندازه سلول واحد می‌شود که پدیده ذکر شده در بالا را تقویت می‌کند.

##### ساختPZT{\displaystyle {\ce {PZT}}}
برای ساخت سرامیک‌های پیزوالکتریک از فناوری پودر معمولی استفاده می‌شود. بالاترین مقدار ضرایب زمانی حاصل می‌شود که ترکیب نزدیک به حالت استوکیومتری، مقدار گدازآورها و ناخالصی‌ها حداقل و چگالی در بالاترین حد ممکن باشد. برای کاهش آلودگی در زمان آسیاب از گلوله‌های زیرکنیایی استفاده می‌شود. در حال حاضر {\displaystyle {\ce {PbO}}} جزء اصلی بیشتر ترکیبات مورد استفاده است. با وجوذ تبخیر {\displaystyle {\ce {PbO}}}در دماهای بالای ℃۸۰۰، این ماده باید در طول سینتر (تف‌جوشی) در دمای ℃۱۳۰۰ حفظ شود. کینگان و کلارک به بررسی برخی جزئیات در زمینه کنترل اتمسفر در هنگام حرارت دادن {\displaystyle {\ce {PZT}}} و اثر میزان {\displaystyle {\ce {PbO}}} بر روی سینتیک تراکم پرداختند. کلسیناسیون معمولاً در بوته‌های درپوش‌دار آلومینایی انجام می‌شود. در سینتر نهایی، نمونه توسط یک پودر غنی از سرب مانند {\displaystyle {\ce {PbZrO3}}} احاطه می‌شود و در ساگارهای (en:Saggar Saggar) بسته قرار می‌گیرد. به علت محدودیت دسترسی به اتمسفر حاصل و سادگی احیای {\displaystyle {\ce {PbO}}} به سرب فلزی، تمام ترکیبات آلی باید قبل از سینتر، توسط حرارت دادن مقدماتی در دمای حدود ℃۶۰۰ در هوا خارج شوند. حرارت دادن ناگهانی معمولاً در کوره‌های الکتریکی ناپیوسته که کاملاً با نمونه‌ها پر شده‌اند، انجام می‌شود. با وجود احتیاط باز هم حدود ۲ تا ۳ درصد کاهش در مقدار اولیه {\displaystyle {\ce {PbO}}} حاصل می‌شود که برای جبران این کمبود از ماده اولیه بیشتری استفاده می‌شود.

#### پیزوسرامیک‌های مهم تجاری
ترکیبات، کامپوزیت‌ها و دستگاه‌های مختلفی برای چهار کاربرد اصلی پیزوسرامیک‌ها گسترش یافته است. این چهار کاربرد اصلی عبارتند از:
1. برای تولید ولتاژ
2. تحریک الکترومکانیکی
3. کنترل فرکانس
4. تولید و آشکارسازی انرژی آکوستیک و فراصوت

لازمه‌های مورد نیاز برای بهبود عملکرد در کاربردهای مختلف در بخش‌های بعدی مورد بحث قرار می‌گیرد.

##### تیتانات باریم
{\displaystyle {\ce {BaTiO3}}} اولین ماده‌ای بود که به‌عنوان پیزوسرامیک شناخته شد و به‌طور گسترده در چهارمین کاربرد ذکر شده در بالا به کار گرفته شد. در بسیاری از کاربردهای تجاری {\displaystyle {\ce {PZT}}} جایگزین این ماه شده است، اگر چه عاری بودن ترکیب آن از سرب هنوز از نظر ایمنی و سلامت جدابیت دارد. تبدیلات ساختاری که در {\displaystyle {\ce {BaTiO3}}} رخ می‌دهد با تغییر در اغلب خواص الکتریکی و مکانیکی همراه است. تبدیل ساختارهای مکعبی به تتراگونال و اورتورومبیک به رومبوهدرال دور از دماهای کاری، اما تبدیل تتراگونال به اورتورومبیک تقریباً نزدیک به دمای کاری رخ می‌دهد. جانشین کردن {\displaystyle {\ce {Ba}}}با {\displaystyle {\ce {Pb}}}و {\displaystyle {\ce {Ca}}}این دمای تبدیل فازی را کاهش می‌هد و برای کنترل خواص پیزوالکتریک در نزدیک صفر درجه سانتی گراد استفاده می‌شود که برای شناسایی صدا در زیر آب و پژواک صدا مهم است.

##### زیرکنات سرب- تیتانات سرب (PZT{\displaystyle {\ce {PZT}}})
{\displaystyle {\ce {PbTiO3}}}با دمای کوری ℃۴۹۵ دارای ساختار تتراگونال شبیه است{\displaystyle {\ce {BaTiO3}}}که در دمای اتاق محور c آن حدود ۶٪ بلندتر از محور a است.
تنش‌های داخلی بزرگ ایجاد شده در هنگام سرد کردن نمونه سینتر شده به دمای کوری باعث تخریب آن می‌شود. {\displaystyle {\ce {PbZrO3}}}با دمای کوری ℃۲۳۴ دارای ساختار اورتورومبیک مشابه ساختار اورتورومبیک {\displaystyle {\ce {BaTiO3}}} است، اما آنتی‌فروالکتریک است، یعنی دوقطبی‌ها به دلیل جابه‌جایی یون‌های{\displaystyle {\ce {Zn^4+}}} از مرکز هندسی شش یون {\displaystyle {\ce {O^2-}}} اطراف، به‌طور متناوب در جهات مختلف جهت‌گیری می‌کنند، بنابراین قطبشِ خودبه‌خود صفر است.

##### سرامیک‌های الکترواستریکتیو و پیزوالکتریک‌های رهاساز بر پایه سرب
فاکتورهای متعددی وجود دارند که مشخص‌کننده مناسب بودن یک پیزوسرامیک به‌عنوان یک مبدل انرژی هستند. به‌عنوان یک قانون عمومی، هر چه دمای کوری (Tc) بالاتر باشد، مقادیر گذردهی در دمای اتاق و ضریب بار (یا کرنش) کم‌تر خواهد بود. اما دمای انتقال پایین، که باعث ایجاد ضرایب پیزوالکتریک بزرگ می‌شود، خطر قطبش‌زدایی در طول فرایند ساخت مانند ماشین‌کاری، الکترودگذاری و لحیم‌کاری را به همراه دارد.
فروالکتریک‌های رهاساز دارای ساختار پروسکایت و سرب، * Pb(B'B")O3 مقادیر گذردهی بالا و استثنایی دارند و بنابراین انتظار می‌رود از نظر الکترومکانیکی کاملاً جالب و به‌عنوان مبدل انرژی مناسب باشند. جستجو برای پیزوسرامیک‌هایی که ویژگی‌های الکترومکانیکی بهینه دارند تا نرکیبات مرز فاز مورفوتروپیک {\displaystyle {\ce {PbTiO3}}}با رهاسازهای مختلف پیش رفته است.
تک‌بلورها
تلاش‌های انجام شده در زمینهٔ تولید و رشد بلور {\displaystyle {\ce {PZT}}} با اندازه مناسب برای بهبود قابل توجه خواص الکترومکانیکی آن در مقایسه با نمونه‌های چندبلور با موفقیت همراه نبوده است، اما در مورد سیستم‌های ”رهاساز- PT “ می‌توان تک‌بلورهای بزرگ را با استفاده از فلاکس رشد داد. این تک‌بلورها خواص الکترومکانیکی خوبی دارند که البته به نحوهٔ برش قطعه در امتداد محورهای بلورشناسی تک‌بلور بستگی دارد.

##### نیوبات سرب
پلی‌مورف فروالکتریک یک نیوبات سرب ({\displaystyle {\ce {PbNb2O6}}}) در دمای اتاق نیمه‌پایدار است. در دمای بالای ℃۱۲۰۰ ساختار آن تتراگونال تنگستن برنز است. با سرد کردن آهسته به زیر ℃۱۲۰۰ به شکل رومبوهدرال نارنجی- قهوه‌ای تبدیل می‌شود که در دمای اتاق پاراالکتریک است. سرمایش سریع از دمای ℃۱۲۰۰ به ℃۷۰۰، به همراه افزودنی‌هایی مانند ۲٪ وزنی {\displaystyle {\ce {ZrTiO4}}}، این امکان را فراهم می‌کند که فاز تتراگونال در دماهای پایین‌تر نیز وجود داشته باشد. رنگ آن سبز مایل به آبی و دمای کوری آن ℃۳۶۰ است. در زیر این دما اعوجاج کوچک اورتورومبیک در محور c رخ می‌دهد که باعث افزایش فروالکتریک شدن آن می‌شود. ساختار تنگستن برنز با ترکیبات فلزات قلیایی اکسید تنگستن مانند* K5.7W10O30
{\displaystyle {\ce {K5.7W10O30}}}
```
شناسایی می‌شود.
```

##### نیوبات لیتیم و تنتالات لیتیم
نیوبات لیتیم و تنتالات لیتیم خواص مشابه دارند و ساختار بلوری آن‌ها مانند ایلمنیت است. این مواد شامل گروه‌های {\displaystyle {\ce {MO6}}}با اتصال گوشه‌ای هستند ({\displaystyle {\ce {Ta}}}or {\displaystyle {\ce {Nb}}}{\displaystyle \equiv }{\displaystyle {\ce {M}}})که از یک وجه با یک گروه {\displaystyle {\ce {LiO6}}}اشتراک دارند و از سمت مقابل با یک هشت‌وجهی خالی {\displaystyle {\ce {O6}}}مشترک هستند. در فازهای فروالکتریک یون‌های {\displaystyle {\ce {M^5+}}} و {\displaystyle {\ce {Li+}}} از مراکز هشت‌وجهی‌های در جهت‌های مختلف جابه‌جا می‌شوند. هنگامی که قطبش معکوس می‌شود، هر دو کاتیون در یک جهت مشابه حرکت می‌کنند، یون {\displaystyle {\ce {M^5+}}} به سمت صفحه میانی بین یون‌های {\displaystyle {\ce {O^2-}}} و یون {\displaystyle {\ce {Li^+}}} نیز از میان طرف دیگر صفحه {\displaystyle {\ce {O^2-}}} حرکت می‌کنند. تنها دو جهت قطبش امکان‌پذیر است که آن‌ها با یکدیگر زاویه °۱۸۰ اختلاف زاویه دارند. در نتیجه فعالیت پیزوالکتریکی محدودی با قطبی کردن آن ایجاد می‌شود.

##### کامپوزیت‌های پیزوسرامیک- پلیمر
مقایسه خواص اصلی پیزوالکتریک پلیمری پلی‌وینیلیدن فلوئورید ({\displaystyle {\ce {PVDF}}}) و {\displaystyle {\ce {PZT}}} آموزنده است. انعطاف‌پذیری و چگالی پایین پلیمر در برابر صلبیت، تردی و چگالی بالای {\displaystyle {\ce {PZT}}} قرار می‌گیرد. از طرف دیگر در {\displaystyle {\ce {PVDF}}}ضریب d پیزوالکتریک نسبتاً کوچک است. با این وجود چون گذردهی نسبی در {\displaystyle {\ce {PVDF}}}در مقایسه {\displaystyle {\ce {PZT}}} پایین (۱۰~) است، ضرایب ولتاژ از نظر مقدار نسبتاً مشابه هستند.
کامپوزیت‌های پیزوسرامیک- پلیمر اخیراً به دسته‌ای مواد کامپوزیت افزوده شده‌اند و چون خواص آن‌ها به ویژه در فناوری سونار و تصویربرداری اولتراسونیک پزشکی باعث مزیت‌هایی نسبت به پیزوسرامیک‌ها به تنهایی شده است، گسترش یافته‌اند. در این کاربردها مبدل انرژی اغلب در تماس با آب یا بافت‌های نرم ملنند پوست بدن است.. مزیت این کامپوزیت‌ها شامل تطابق آکوستیکی مناسب بین مبدل و محیط، ضریب جفت‌شدگی الکترومکانیکی بهبود یافته و پهنای نوار بیش‌تر می‌شود. مورد اخیر مهندسی پالس‌های اولتراسونیک کاملاً مشخص و در نتیجه قدرت تفکیک آنی و گیرایی مناسب را میسر می‌کند.

##### جمع‌بندی خواص
ویژگی‌های مهم برخی پیزوسرامیک‌های تک‌فاز مهم در جدول زیر آمده است. مقادیر مربوط به {\displaystyle {\ce {BaTiO3}}}و {\displaystyle {\ce {PZT}}} از برگه‌های اطلاعاتی تولیدکنندگان که البته ترکیب دقیق را فاش نمی‌کنند، به دست آمده است. مقادیر دیگر از مراجع آورده شده است. دقت کنید که ویژگی‌های آورده شده تخصصی است که توضیح آن‌ها در این مقاله نمی‌گنجد، بنابراین برای اطلاعات بیشتر در این زمینه به منبع جدول زیر مراجعه کنید.
| ویژگی                        | واحد    | a {\displaystyle {\ce {Quartz}}}-{\displaystyle \alpha } | {\displaystyle {\ce {BaTiO3}}} | b {\displaystyle {\ce {A}}} {\displaystyle {\ce {PZT}}} | b {\displaystyle {\ce {B}}} {\displaystyle {\ce {PZT}}} | {\displaystyle {\ce {PbNb2O6}}} | *K5.7W10O30 | a {\displaystyle {\ce {LiNbO3}}} | a {\displaystyle {\ce {LiTaO3}}} | c {\displaystyle {\ce {PbTiO3}}} |
| چگالی                        | gr.cm−3 | ۲٫۶۵                                                     | ۵٫۷                            | ۷٫۹                                                     | ۷٫۷                                                     | ۵٫۹                             | ۴٫۵         | ۴٫۶۴                             | ۷٫۴۶                             | ۷٫۱۲                             |
| Tc                           |         | -                                                        | ۱۳۰۰                           | ۳۱۵                                                     | ۲۲۰                                                     | ۵۶۰                             | 420d        | ۱۲۱۰                             | ۶۶۵                              | ۴۹۴                              |
| ɛxr33                        |         | ۴٫۶                                                      | ۱۹۰۰                           | ۱۲۰۰                                                    | ۲۸۰۰                                                    | ۲۲۵                             | ۴۰۰         | ۲۹                               | ۴۳                               | ۲۰۳                              |
| ɛxr11                        |         |                                                          | ۱۶۰۰                           | ۱۱۳۰                                                    | -                                                       | -                               | ۶۰۰         | ۸۵                               | ۵۳                               | -                                |
| {\displaystyle \tan \delta } | 10−3    |                                                          | ۷                              | ۳                                                       | ۱۶                                                      | ۱۰                              | ۱۰          | -                                | -                                | ۲۲                               |
| kp                           |         |                                                          | ۰٫۳۸                           | ۰٫۵۶                                                    | ۰٫۶۶                                                    | ۰٫۰۷                            | ۰٫۴۵        | ۰٫۰۳۵                            | ۰٫۱                              | -                                |
| k31                          |         |                                                          | ۰٫۲۱                           | ۰٫۳۳                                                    | ۰٫۳۹                                                    | ۰٫۰۴۵                           | ۰٫۲۷        | ۰٫۰۲                             | ۰٫۰۷                             | ۰٫۰۵۲                            |
| k33                          |         |                                                          | ۰٫۴۹                           | ۰٫۶۸                                                    | ۰٫۷۲                                                    | ۰٫۳۸                            | ۰٫۵۳        | ۰٫۱۷                             | ۰٫۱۴                             | ۰٫۳۵                             |
| k15                          |         |                                                          | ۰٫۴۴                           | ۰٫۶۶                                                    | ۰٫۶۵                                                    | -                               | -           | ۰٫۶۱                             | -                                | ۰٫۳۶                             |
| ---------------------------- | ------- | -------------------------------------------------------- | ------------------------------ | ------------------------------------------------------- | ------------------------------------------------------- | ------------------------------- | ----------- | -------------------------------- | -------------------------------- | -------------------------------- |
| kjk                          |         |                                                          |                                |                                                         |                                                         |                                 |             |                                  |                                  |                                  |
| d31                          |         |                                                          | ۷۹-                            | ۱۱۹-                                                    | ۲۳۴-                                                    | ۱۱-                             | ۵۰-         | ۰٫۸۵-                            | ۳٫۰-                             | ۷٫۴-                             |
| d33                          |         |                                                          | ۱۹۰                            | ۲۶۸                                                     | ۴۸۰                                                     | ۸۰                              | ۱۶۰         | ۶                                | ۵٫۷                              | ۴۷                               |
| d15                          |         |                                                          | ۲۷۰                            | ۳۳۵                                                     | -                                                       | -                               | -           | ۶۹                               | ۲۶                               | -                                |
| djk                          |         |                                                          |                                |                                                         |                                                         |                                 |             |                                  |                                  |                                  |
| Qm                           |         |                                                          | ۵۰۰                            | ۱۰۰۰                                                    | ۵۰                                                      | ۱۱                              | ۲۴۰         | -                                | -                                | ۳۲۶                              |
| sE11                         |         |                                                          | ۸٫۶                            | ۱۲٫۲                                                    | ۱۴٫۵                                                    | ۲۹                              | ۹٫۶         | ۵٫۸                              | ۴٫۹                              | ۱۱                               |
| sE12                         |         | ۱٫۸-                                                     | ۲٫۶-                           | ۴٫۱-                                                    | ۵٫۰-                                                    | -                               | -           | ۱٫۲-                             | ۰٫۵۲-                            | -                                |
| sE13                         |         | ۱٫۲-                                                     | ۲٫۹-                           | ۵٫۸-                                                    | ۶٫۷-                                                    | ۵- تا ۸-                        | -           | ۱٫۴۲-                            | ۱٫۲۸-                            | -                                |
| sE33                         |         | ۹٫۶                                                      | ۹٫۱                            | ۱۴٫۶                                                    | ۱۷٫۸                                                    | ۲۵                              | ۱۰          | ۵٫۰                              | ۴٫۳                              | ۱۱                               |
| sE44                         |         | ۲۰٫۰                                                     | ۲۳                             | ۳۲                                                      | -                                                       | -                               | -           | ۱۷٫۱                             | ۱۰٫۵                             | -                                |

#### کاربردها
کاربردهای پیزوسرامیک‌ها بر پایه دو وظیفه مهم آن‌ها، یعنی تولید ولتاژ و جابه‌جایی است. سایر کاربردها که بر اساس حالت‌های مهم کاربردی فهرست شده‌اند شامل موارد زیر است:
الف. مولدهای ولتاژهای کم (حسگرها): حسگرهای تصادف خودرو برای فعال کردن کیسه‌های هوا، حذف تداخل‌های صوتی (نوری)، حسگرها متوقف‌کننده خودروها، حسگرهای ضدضربه، مثلاً برای موتورها حسگرهای تعیین سطوح مایعات و غیره.
ب. عملگرهای جابه‌جایی: آینه‌های قابل تغییر شکل، عملگرهای کنترل‌شونده با کامپیوتر در ماشین بافندگی، تزریق سوخت (به درون موتورها)، چاپگرهای جوهرافشان، پنکه‌های خنک‌کننده، رله‌های الکتریکی و غیره.
پ. مولدهای فرکانس بالا، هم در سطوح "سیگنال" و هم در سطح "توان": جوشکاری فراصوت پلیمرها، سنگ‌شکن کلیه، مرطوب‌کننده‌ها، زنگ‌های اخباری (از همه نوع)، تجهیزات بررسی غیرمخرب، عمق‌سنج برای قایق‌ها و کشتی‌ها، فناوری‌های گوناگون پزشکی، زیردریایی و غیره.

## لعاب نیمه هادی
لعاب قشر نازک شیشه ای یا شیشه مانند هستش که از ذوب یا گداختن مخلوطی از چندین ماده معدنی به‌دست می‌آید، لعاب‌ها باید خواص مهمی داشته باشند تا بتوانند بر روی بدنه ای به صورت ایدئال قرار بگیرند که مهم‌ترین خواص لعاب‌ها عبارتند از کشش سطحی، ویسکوزیته، مقاومت شیمیایی، نقطه ذوب، سختی، فراریت، تناسب لعاب با بدنه، خواص الکتریکی و …
لعاب‌های نیمه هادی را می‌توانیم دسته ای از لعاب‌های کریستالین به حساب بیاریم که قابلیت هدایت جزئی الکتریسیته دارند و از طرفی هدایت الکتریکی لعاب‌های نیمه هادی باعث نشت جریان بسیار کوچکی از میان لعاب می‌شود که سبب گرم شدن چند درجه ای سطح لعاب نسبت به دمای محیط می‌شود که این فرایند سبب خشک شدن آلودگی‌های تر موجود در سطح عایق شده و مانع ایجاد قوس الکتریکی میان آن‌ها می‌شود و در نتیجه خطر تخلیه بار الکتریکی کاهش می‌دهد اما در عایق‌های با لعاب معمولی، تمرکز تنش الکتریکی به وجود آمده پیرامون پین‌ها، سبب تخلیه‌های جزئی الکتریکی می‌شود. این تخلیه‌های جزئی رشد کرده و نهایتاً سبب قوس الکتریکی می‌شود و لعابی که روی این عایق اعمال کردیم ازبین می‌رود
در حال حاضر بهترین نوع لعاب نیمه هادی، لعابی بر پایه اکسید قلع_آنتیموان است.

### هدایت الکتریکی بر پایه اکسید قلع
برای ایجاد یک لعاب نیمه هادی باید اکسیدهایی را درون یک اکسید زمینه به صورت محلول جامد تشکیل بدهیم تا بهترین شرایط لعاب نیمه هادی را از نظر الکتریکی به‌دست بیاوریم و ازبین انواع اکسیدها بهترین اکسید، اکسید قلع است که بادوپ کردن اکسید آنتیموان در درون اکسید قلع می‌توانیم این لعاب نیمه هادی نوع n را به‌دست بیاوریم
اکسید قلع اکسید دی الکتریک فلزی است با ساختار شبه روتایل که در ساختمان آن a=0.4737 nm, b=0.3186 nm ,c=۰ و انرژی باند ممنوعه ترکیب استوکمتریک اکسید قلع ۴٫۶–۳٫۹، الکترون ولت گزارش شده که نشان دهنده هدایت بسیار کم آن در دمای اتاق است. بزرگ‌ترین کشور تولیدکننده اکسید قلع کشور برزیل است.

### کاربرد لعاب‌های نیمه هادی روی مقره‌های الکتریکی
به‌طور کلی مقره‌ها از سه قسمت اصلی تشکیل شدن: بدنه پرسلانی، لعاب نیمه هادی، یراق آلات فلزی دلایل لعاب زنی روی مقره‌ها:افزایش استحکام مکانیکی مقره‌ها، مقاوم کردن بدنه در برابر نفوذ رطوبت و آلودگی، زیبایی و صاف بودن سطح مقره، تمیز کردن راحت مقره‌ها حتی با آب باران.
بدنه این مقره‌ها از جنس پرسلان و لعاب آن دارای ترکیب ویژه برای هدایت الکتریکی است.